# Stromovnice buková
Stromovnice buková (Phyllaphis fagi) je mšice poškozující listy sáním. Hmyz se pokrývá při sání na listech voskovou vatovitou hmotou. Při sání vylučuje sladkou medovici.

## EPPO kód
PHYAFA

## Zeměpisné rozšíření
Stromovnice buková je invazivní mšice v Severní Americe, je pravděpodobně evropského původu. Vyskytuje se v Evropě, Asii, Zakavkazí, Austrálii. V Česku je běžným druhem.

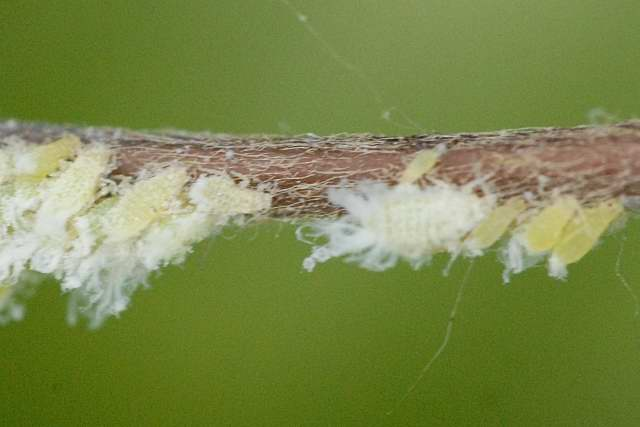
Phyllaphis fagi, generace samic rozmnožujících se partenogeneticky

## Popis
Mšice je od jednoho do tří milimetrů velká, světle zelená nebo žlutozelená s hnědými příčnými pásky nebo skvrnami na křídlech. Někteří jedinci jsou různou měrou tmavě pruhovaní na břiše. Bezkřídlí jedinci a larvy se pokrývají voskovitou hmotou, vlákny, což způsobuje dojem, že jde o chomáčky vaty nebo vlny a pruhování na břiše není viditelné.

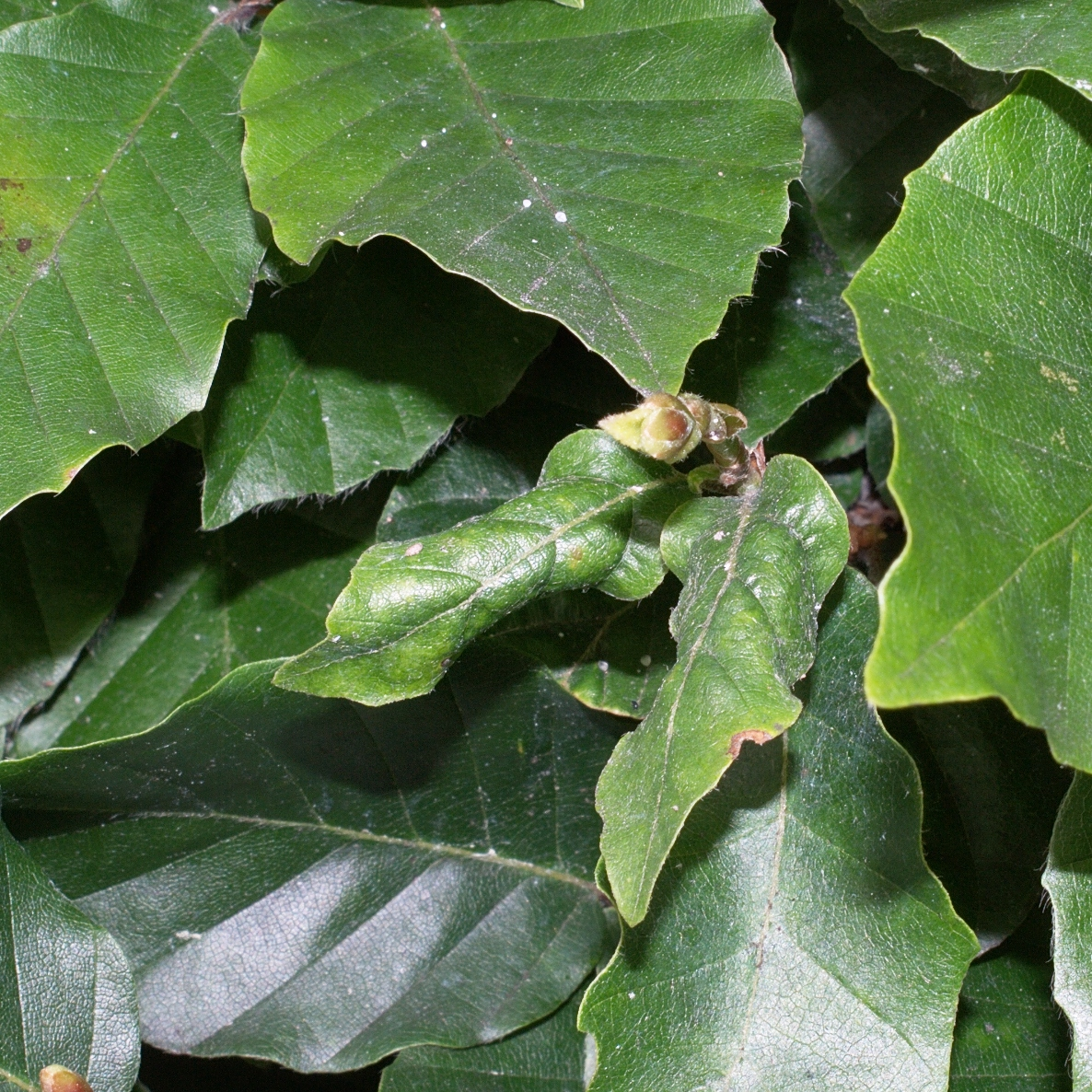
Typické poškození listů.

## Biologie
Hostitelem stromovnice bukové je buk, především buk lesní (Fagus sylvatica)
Přezimují vajíčka, které bývají za šupinami pupenů a v prasklinách kůry hostitelských rostlin. Z vajíček se líhnou fundatrix, okřídlené samice, které zplodí generaci samic rozmnožujících se partenogeneticky. Fundatrix může zplodit až 80 vajíček. Během léta mají samice několik generací potomků a vyvíjí se jako bezkřídlé až do podzimu nepohlavním rozmnožováním. Teprve na podzim se vyskytuje pohlavní generace, kdy se z nepohlavně zplozených vajíček vyvíjí i okřídlení samci. Po páření samice naklade 10-16 přezimujících vajíček na hostitelskou rostlinu.

## Význam
Na spodní straně napadených mladých listů nebo větviček se nacházejí drobné larvy pokryté vatovitou hmotou. Může být zaměněna s mšicí Grylloprociphilus imbricator.
Při silném napadení dochází k usychání mladých listů. V Severní Americe mívají asi deset parthenogenetických generací za rok a okřídlené generace, které se vyskytují společně. Je považována za invazivní a ačkoliv bývají pozorovány každý rok obrovské populace mšice, nedochází k viditelnému poškození stromů. Obrovské množství medovice produkované velkými koloniemi může být na obtíž. Občas ekonomicky znehodnocuje školkařský materiál.
Ochrana rostlin obvykle nebývá potřebná. Stromovnice buková bývá parazitována lumčíky Praon flavinode a Trioxys phyllaphidis které se však vyskytují výhradně v Evropě.

## Galerie obrázků

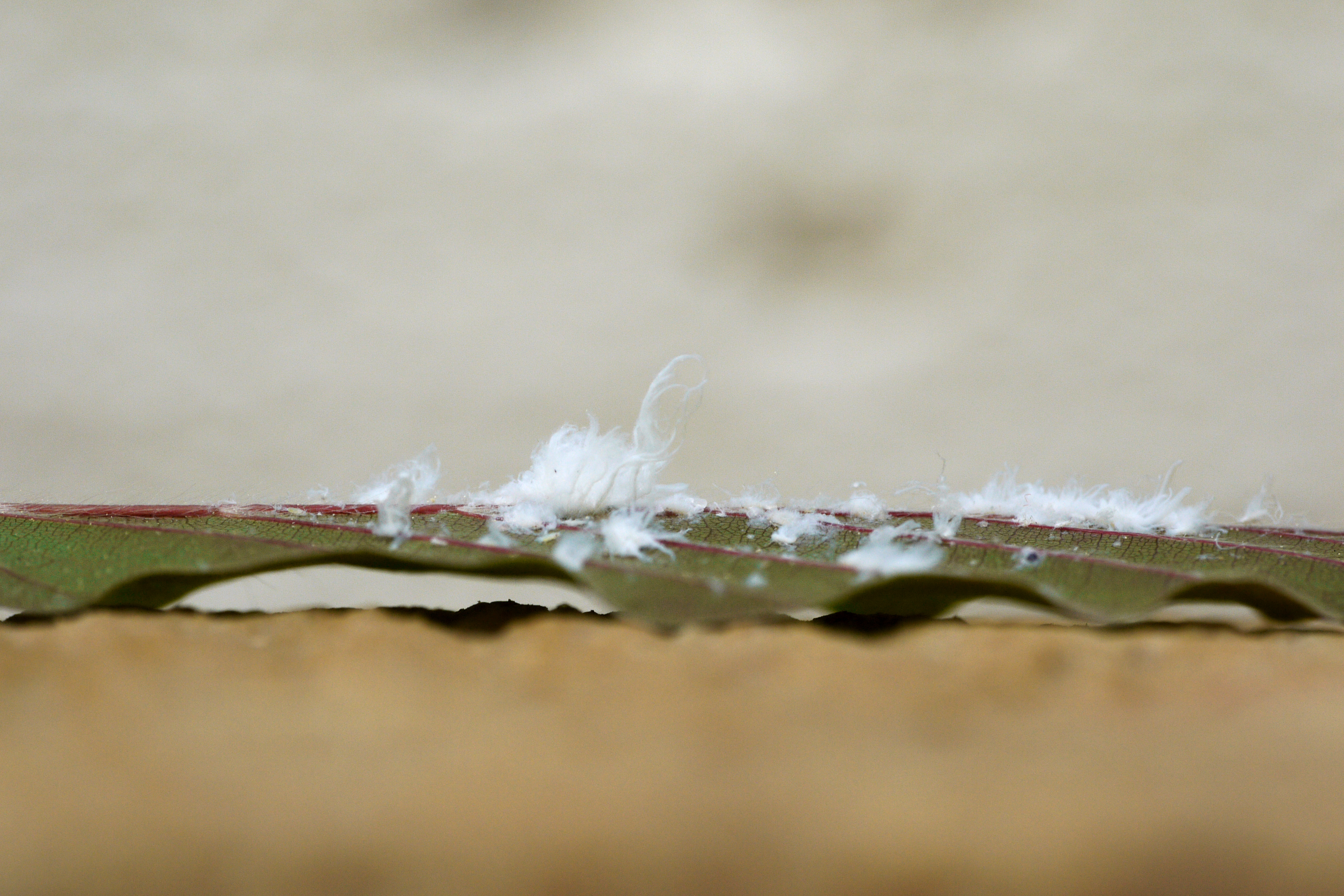
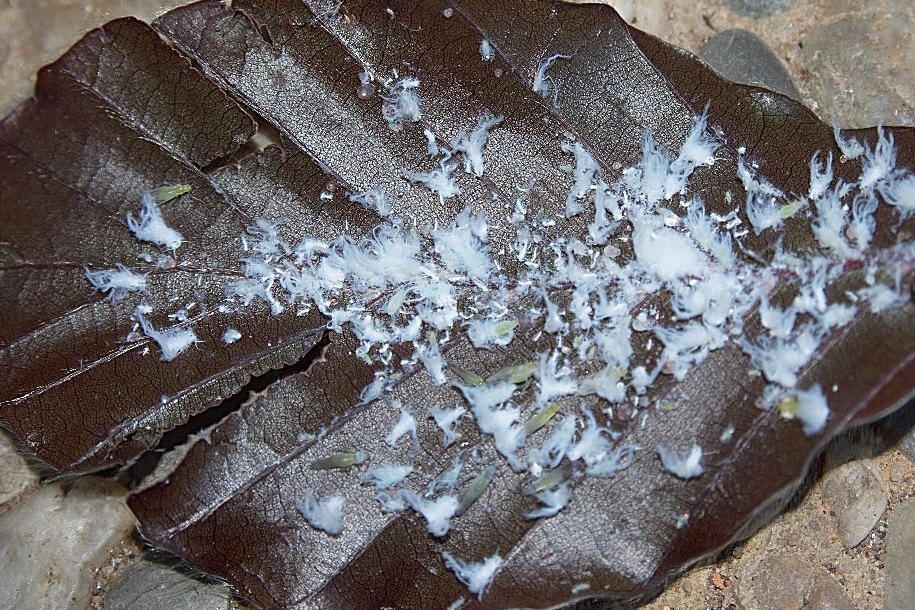
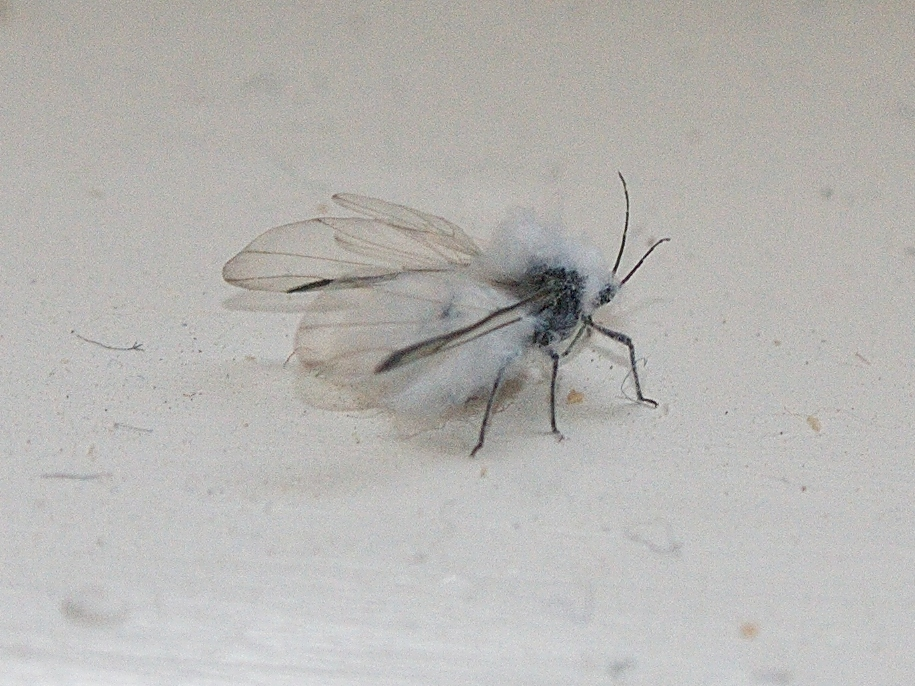
křídlatá generace
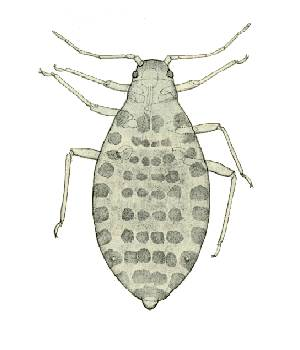
kresba bezkřídlé generace
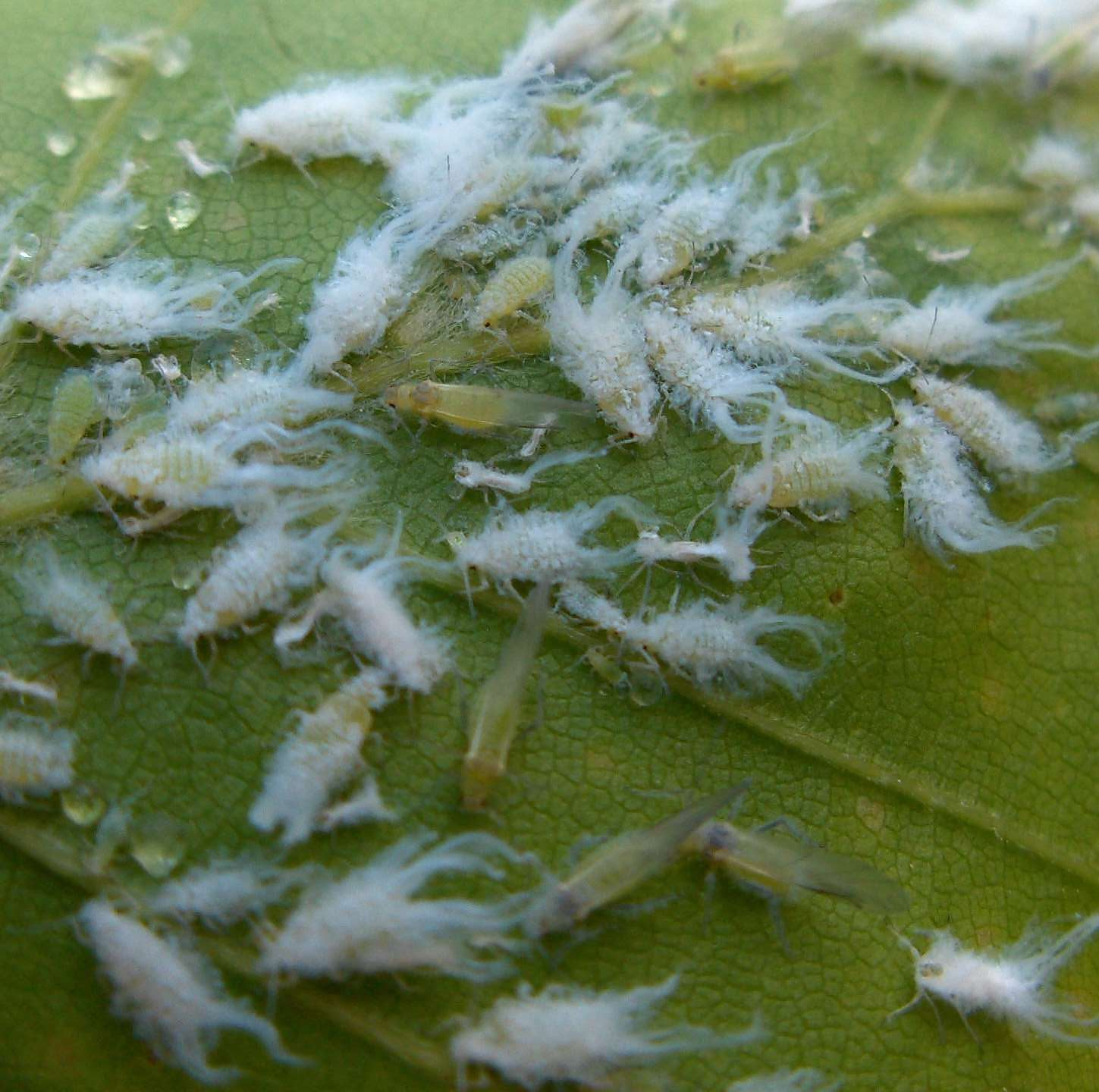
Mšice na listu buku